# Švarcvaldski lisjak
Švarcvaldski lisjak, tudi švarcvaldski konj (nemško Schwarzwälder Kaltblut), je ogrožena nemška pasma lažjega hladnokrvnega konja iz Schwarzwalda (Črnega gozda) v južni Nemčiji.:444

## Zgodovina
V samostanu St. Peter v Schwarzwaldu so ohranjeni zapisi iz zgodnjega 15. stoletja, ki opisujejo rejo konj v Schwarzwaldu, danes delu nemške zvezne dežele Baden-Württemberg. Težkega konja z imenom Wälderpferd so uporabljali v gozdarstvu in za opravljanje kmečkih opravil;:444 predvideva se, da naj bi iz tovrstnih konj izviral sodobni švarcvaldski lisjak. Poglavitno območje reje je ležalo med severnim Hotzenwaldom na jugu in Kinzigtalom na severu. Levji delež gojenja konj naj bi se odvijal v bližini samostanov St. Peter in St. Märgen; zaradi tega je bil v nemškem jeziku konj nekoč poznan tudi pod imenom St. Märgener Fuchs. Pri oblikovanju in sledečem oplemenjevanju pasme naj bi imeli veliko vlogo noriški konji (norikerji).
Združenje rejcev, Schwarzwälder Pferdezuchtgenossenschaft, so ustanovili v občini Sankt Märgen leta 1896,:444 v istem letu so začeli voditi tudi rodovniško knjigo. Leta 1935, v obdobju vladavine Tretjega rajha, so evidenco prenesli v splošno rodovniško knjigo v Republiki Baden. Originalno stanje so povrnili po vojni, leta 1947, pod francosko administracijo. Združenje Schwarzwälder Pferdezuchtgenossenschaft so vnovič ustanovili v devetdesetih letih 20. stoletja.
Po koncu 2. svetovne vojne je bilo registriranih več kot 1200 plodečih se kobil. Z mehanizacijo kmetijstva in transporta je upadla potreba po delovnih konjih, zaradi česar je do leta 1977 število kobil padlo pod 160.:4 V letu 2007 je Organizacija Združenih narodov za prehrano in kmetijstvo (FAO) pasmo označila kot "ogroženo".:50 Leta 2017 so zabeležili 88 žrebcev in 1077 kobil.
Precej žrebcev je nastanjenih v badenwürttemberški glavni in deželni kobilarni Marbach, kjer je na voljo tudi možnost umetnega osemenjevanja.

## Značilnosti
Švarcvaldski lisjak je vselej lisjak; kostanjevo rjav konj s svetlo rumenima lanenima grivo in repom; druge barve niso registrirane. Obarvanost kožuha variira od blede do zelo temne, včasih skorajda črne; takšnim konjem, s svetlo ali srebrnasto grivo, Nemci pravijo Dunkelfuchs (temni lisjak). Selekcija, usmerjena v tipično kostanjevo-laneno barvno kombinacijo, se je pričela v letu 1875. V pasemski študiji 250 konj (2013) sta dva konja nosila srebrne (Z) gene, a se srebrna barva ni izrazila, ker sta bila oba kostanjevo obarvana. Poznavalci menijo, da naj bi ti geni v pasemski genski bazen prišli z nekdanjim križanjem čistih konj z živalmi drugih pasem.
Švarcvaldski lisjak je dobro omišičen hladnokrvni (delovni) konj manjše ali srednje teže s kratkim, a močnim vratom. Glava je kratka, ramena ukrivljena, križ pa širok in mišičast. Noge so praviloma čiste, brez daljše dlake, kopita so široka in močna.

## Uporaba
Švarcvaldskega lisjaka so v začetku gojili za opravljanje kmečkih in gozdarskih opravil, danes pa se ga pogosteje uporablja kot jahalnega in kočijaškega konja.:444

## Galerija
- Temna glava in svetla griva – značilnost tega črnogozdnega lisjaka
- Kontrast med dvema različnima barvama
- Švarcvaldski lisjak s profila
- Temnejša – ogljena – različica
- Svetlejša – svetlo rjava – različica
- Primer četverovprege
- Pasma je znana po dobrih kočijaških konjih
- Še danes je ponekod delovni konj